# Himantura imbricata
Himantura imbricata és una espècie de peix pertanyent a la família dels dasiàtids.

## Descripció
- Pot arribar a fer 25 cm de llargària màxima.
- L'amplada del disc és igual a la seua longitud.
- La cua és més curta que el cos.
- La superfície ventral del disc és completament blanca.[3][4]

## Reproducció
És ovovivípar.

## Alimentació
Menja invertebrats bentònics.

## Hàbitat
És un peix d'aigua dolça, salabrosa i marina; demersal; amfídrom i de clima tropical, el qual habita les aigües costaneres i els estuaris. Els joves són presents als manglars.

## Distribució geogràfica
Es troba des del mar Roig i Maurici fins a Indonèsia.

## Estat de conservació
Les seues principals amenaces són l'alteració dels seus hàbitats per les activitats mineres i la desforestació dels manglars. A més, en els casos de Cambodja i el Vietnam, els residus químics bèl·lics i la sedimentació són també motius de preocupació per a la supervivència d'aquesta espècie.

## Observacions
És verinós per als humans.